# مورتن بيترسن (لاعب كرة قدم)
مورتن بيترسن (بالنرويجية البوكمول: Morten Pettersen)‏ هو لاعب كرة قدم نرويجي، ولد في 25 فبراير 1970. شارك مع منتخب النرويج تحت 21 سنة لكرة القدم. أما مع النوادي، فقد لعب مع نادي بران ونادي ستارت.

## روابط خارجية
- مورتن بيترسن (لاعب كرة قدم) على موقع اتحاد النرويج (النرويجية)